# Juan de Pareja (pintor)

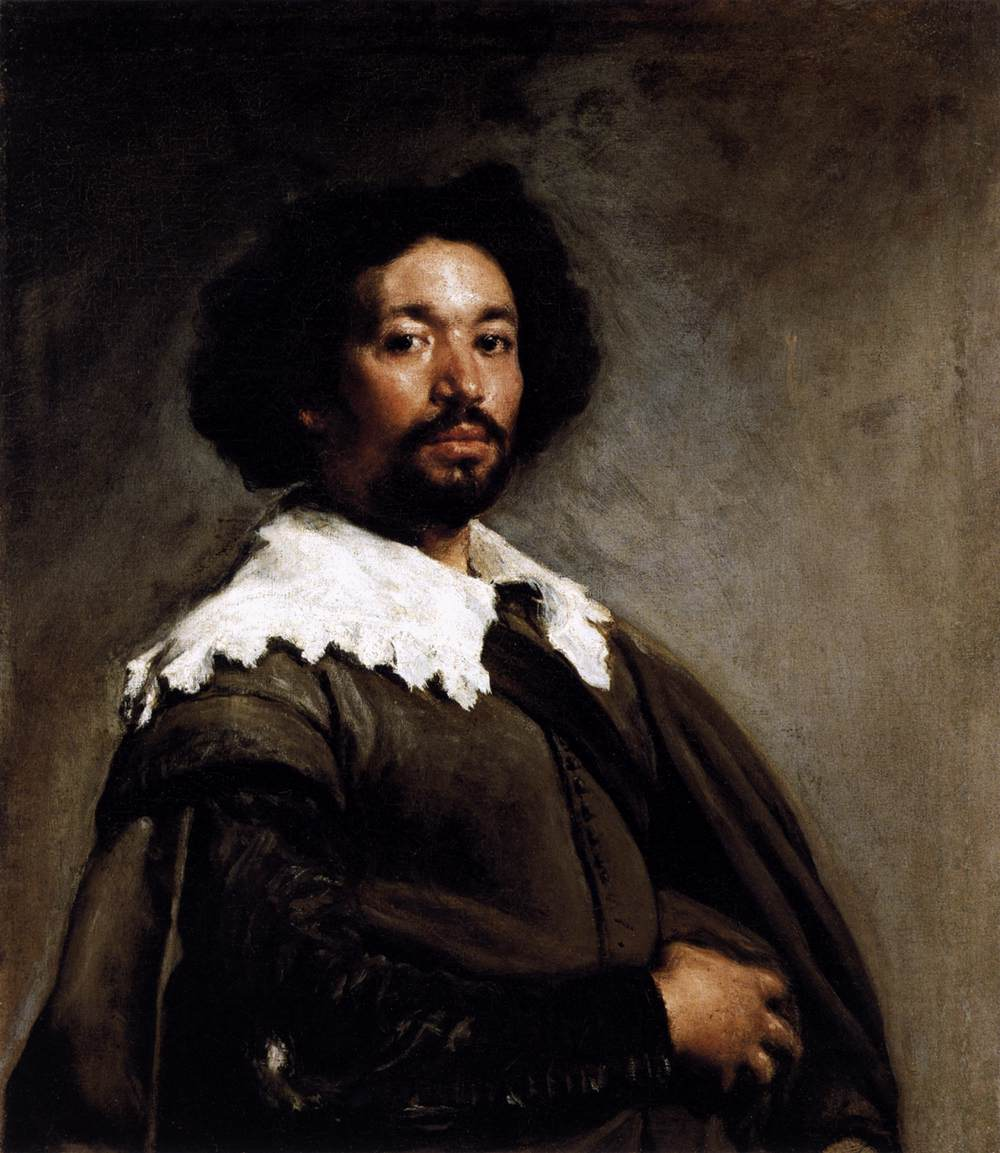
Retrato de Juan de Pareja, por Diego Velázquez. 1650. (Museo Metropolitano de Arte, Nueva York).

Juan de Pareja (Antequera, c. 1610-Madrid, 1670) fue un pintor barroco español de origen morisco y esclavo de Velázquez, en cuyo taller se formó. 

## Biografía
Juan de Pareja, conocido como el «esclavo de Velázquez», era originario de Antequera, en la diócesis de Málaga, donde debió de nacer hacia 1610. Morisco, «de generación mestiza y de color extraño», según Palomino, ayudaba a Velázquez en las tareas de moler los colores y preparar los lienzos, sin que el maestro, en razón de la dignidad del arte, le permitiese ocuparse nunca en cuestiones de pintura o dibujo.
Según el legendario y muy repetido relato de Antonio Palomino, Pareja aprendió a pintar a escondidas de su dueño y, no atreviéndose a confesárselo, urdió una artimaña para descubrírselo. Sabiendo que el rey, cada vez que visitaba el taller de Velázquez, pedía que se le mostrasen los cuadros que estaban vueltos contra la pared, dejó arrimado a ella como al descuido un pequeño cuadro pintado por él. Cuando el rey quiso verlo, según había previsto, se arrojó a sus pies, «y le suplicó rendidamente le amparase para con su amo, sin cuyo consentimiento había aprendido el arte, y hecho de su mano aquella pintura». Felipe IV no sólo le concedió lo que le pedía, sino que ordenó a Velázquez su completa liberación, pues «quien tiene esta habilidad, no puede ser esclavo».

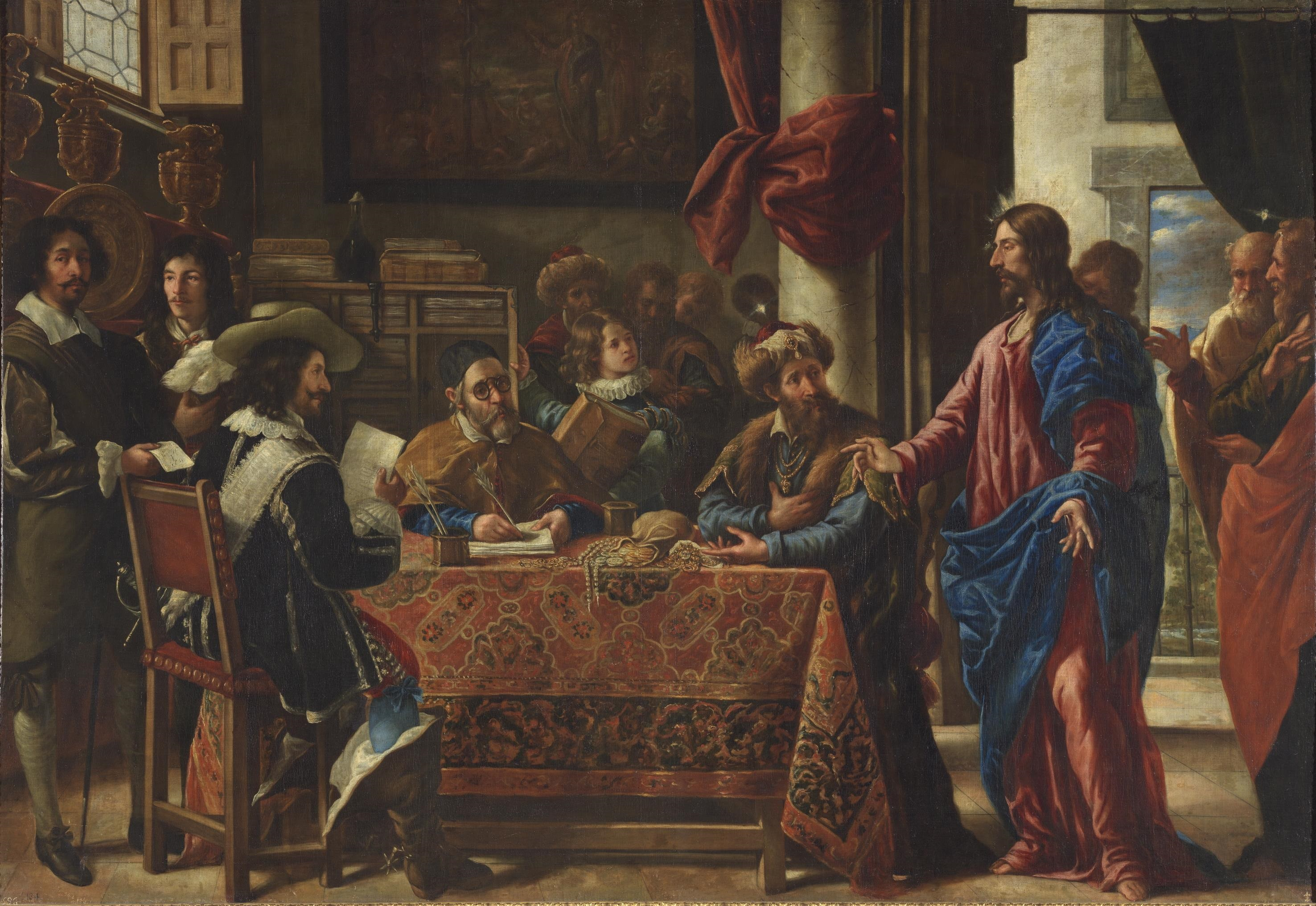
La vocación de San Mateo, 1661, óleo sobre lienzo (225 x 325 cm), Madrid, Museo del Prado. La primera figura de la izquierda, con un papel en la mano en el que aparece la firma, es el autorretrato del pintor.

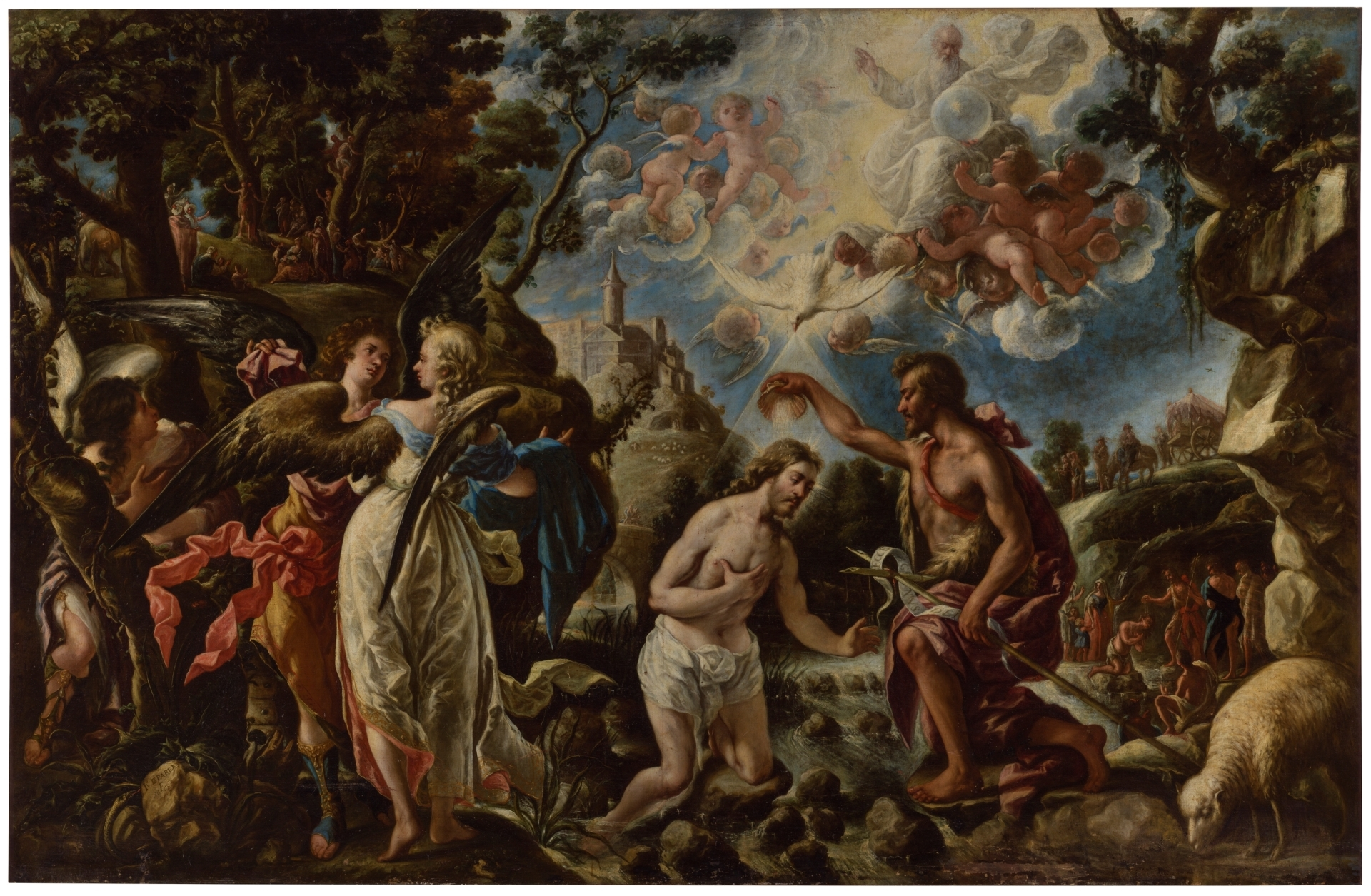
El bautismo de Cristo, 1667, óleo sobre lienzo (230 x 356 cm), Museo de Huesca, en depósito del Museo del Prado.

La primera noticia en la que se menciona a un Juan de Pareja con oficio de pintor es una carta dirigida a Pedro Galindo, procurador de la ciudad de Sevilla, fechada el 12 de mayo de 1630, por la que Juan de Pareja le solicita permiso para trasladarse a Madrid a fin de proseguir sus estudios junto con un hermano de nombre Jusepe. El documento, en el que no se menciona a Velázquez y cuya autenticidad no ha podido ser corroborada al darse por perdido tras su publicación, contradice las restantes noticias conocidas, pues en él Pareja se dice libre y en fecha temprana se da título de pintor:

Señor yo juan de parexa de oficio pinttor pido a V. E. permisso para hirme en espacio de quatro meses para seguir mis estudios de ptor. juntto con mi hermano Jusepe en madrid donde soy requerido para ello y estando libre y orrº (sic) de toda obligacion.

Se desconoce en qué momento pudo entrar al servicio de Velázquez, pero ya en 1642, sin otro título que el de residente en la corte, firmó como testigo en el poder otorgado por Velázquez a sus procuradores en el pleito entablado con los escribanos de la cámara del crimen, sobre la posesión de un oficio de escribano. Fue testigo también, en octubre y diciembre de 1647, de los poderes para gestionar sus bienes en Sevilla otorgados por Velázquez y su mujer Juana Pacheco, y lo volvería a ser en noviembre de 1653, firmando en esta ocasión el poder para testar de Francisca Velázquez, hija del pintor.
En 1649 acompañó a Velázquez en su segundo viaje a Italia. Allí el sevillano pintó su célebre retrato (Museo Metropolitano de Arte de Nueva York), expuesto el 19 de marzo de 1650 en el pórtico del Panteón de Roma con motivo de la fiesta en honor del patrón de la Congregación de los Virtuosos del Panteón, a la que Velázquez pertenecía desde el mes anterior. Ese mismo año, el 23 de noviembre, todavía en Roma, Velázquez le otorgó ante notario la carta de libertad con validez también para el reino de España, que había de hacerse efectiva a los cuatro años a condición de que en ese tiempo no huyese ni cometiese actos criminales.
Desde ese momento y hasta su muerte en Madrid en 1670 ejerció su oficio como pintor independiente, manifestando en su pintura los conocimientos adquiridos en el taller de Velázquez, donde pudo desempeñar unas funciones más amplias que las sugeridas por Palomino, pero también su conocimiento de la obra de otros pintores tanto italianos como españoles.

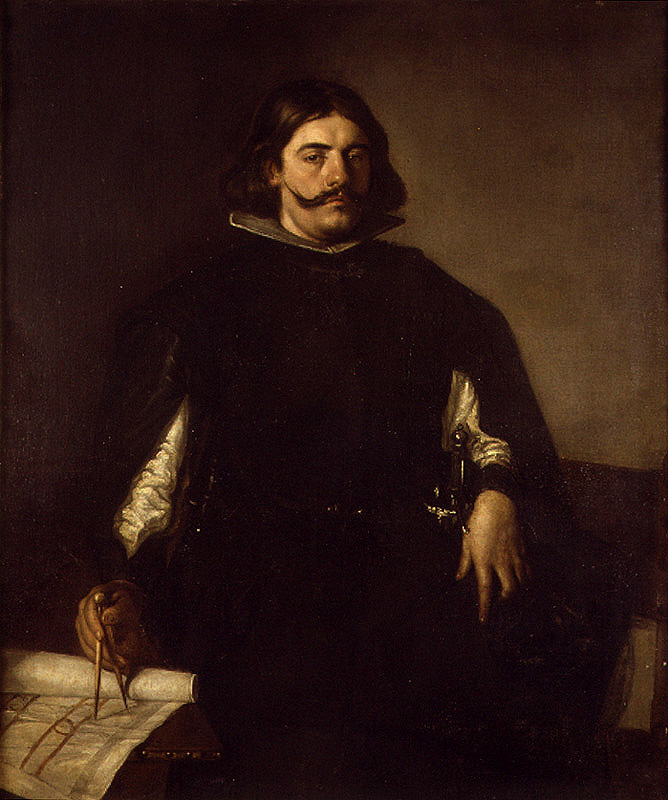
Retrato del arquitecto José Ratés Dalmau, óleo sobre lienzo (116 x 97 cm), Museo de Bellas Artes de Valencia.

## Obra
Juan de Pareja imitó en sus retratos los de su maestro. Antonio Palomino destacó su «singularísima habilidad» para los retratos, de los cuales, añadía, «yo he visto algunos muy excelentes, como el de José de Ratés (arquitecto en esta Corte) [actualmente en el Museo de Bellas Artes de Valencia] en que se conoce totalmente la manera de Velázquez, de suerte, que muchos lo juzgan suyo». Más dificultades plantea el tenido por retrato del dramaturgo Agustín Moreto del Museo Lázaro Galdiano de Madrid, del que se cuestiona tanto la autoría como la identidad del modelo. De ser correctas la atribución y las fechas sugeridas de realización (1648-1653) se situaría entre las primeras obras del pintor, todavía sujeto a la disciplina de Velázquez, aunque Salvador Salort cree que también pudiera ser suyo, y anterior, el retrato de Felipe IV conservado en la Sala dei Papi de la Basílica de Santa María la Mayor de Roma, del que existe carta de pago —a un pintor del que no se da el nombre— fechada en mayo de 1650, meses antes —por tanto—, de obtener la carta de libertad, hallándose en Roma amo y criado. Sin copiar un modelo velazqueño concreto, el rostro del rey parece derivar del llamado Felipe IV en Fraga (Nueva York, Frick Collection), pintado por Velázquez seis años antes, pero no puede serle atribuido al maestro sevillano ni por la calidad —discreta— de la pintura ni por el bajo precio pagado por ella, tres escudos.
En sus composiciones religiosas, sin embargo, Pareja se mostró, según Pérez Sánchez, «completamente ajeno a la contención velazqueña», aproximándose a las corrientes del pleno barroco y a los modos de hacer de Francisco Rizi o Juan Carreño. Buen ejemplo de ello es su Vocación de San Mateo (Museo del Prado), la primera de sus obras fechadas (1661), en la que incluyó su autorretrato entre los asistentes a la escena llevando un papel con su firma, y con mayor intensidad en el Bautismo de Cristo procedente de la sacristía del convento de la Trinidad de Toledo (1667, Museo de Huesca, depósito del Museo del Prado), cercano en su concepción del color a la pintura de Tintoretto.
A la reducida producción conocida del artista, que incluye una colorida Huida a Egipto (Sarasota, Florida, John and Mable Ringling Museum of Art) fechada en 1658, se ha agregado en 2021 Perro con candela y lirios, fragmento firmado de lo que debió de ser una composición mayor, con la representación de Santo Domingo de Guzmán, adquirido por el Museo de Arte de Indianápolis.